# Андреа Фульвіо
Андре́а Фу́львіо (італ. Andrea Fulvio, лат. Andreas Fulvius; 1470, Палестрина — 1527, Рим) — італійський гуманіст, нумізмат, дослідник римської старовини.

## Біографічні відомомсті
Допомагав Рафаелеві Санті у дослідженні давньоримських старожитностей та відтворенні давньої забудови. Фульвіо був своєрідним чичероне Рафаеля в дослідженні давньоримських руїн, завдяки Фульвіо Рафаель розробив давньоримські ландшафти як тло для своїх фресок .
Фульвіо опублікував два томи історичних досліджень Давнього Риму. Його багато ілюстрована книга Illustrium immagines (1517) є першою спробою ідентифікації відомих постетей античності за допомогою даних нумізматики.
Інша книга Фульвіо, Antiquitates Urbis, була присвячена стародавнім пам'яткам Рима. 1543 року книга була перекладена з латини на італійську й вийшла під заголовком Opera di Andrea Fulvio delle antichità della città di Roma (Венеція, 1543). Книга використовувалася як путівник й 1588 року з незначними уточненнями була перевидана Джироламо Ферруччі у Венеції.

## Твори
- Illvstrivm imagines
- Antiqvitates vrbis
- La antichità di Roma (італійський переклад)